# Astragalus kastamonuensis
Astragalus kastamonuensis es una especie de planta del género Astragalus, de la familia de las leguminosas, orden Fabales.

## Distribución
Astragalus kastamonuensis se distribuye por Turquía.

## Taxonomía
Fue descrita científicamente por Chamberlain & Matthews. Fue publicada en Fl. Turkey 3: 243 (1970).